# Décoloniser les arts
Décoloniser les arts est une association française créée en 2015 qui milite pour une meilleure représentation des minorités ethniques dans les institutions publiques en France, ainsi que dans le domaine des arts et de la culture.
Ses positions idéologiques et ses moyens d'action ont pu être critiqués.

## Naissance
Décoloniser les arts (DLA) est une association loi de 1901 créée en 2015 par des artistes et des professionnels du monde de la culture qui ont considéré qu’il était important de venir peser sur les débats en France autour de la place des artistes racisés ainsi que sur les questions de décolonisation des esprits et des imaginaires, sur les récits à déployer autour de ces questions dans tous les arts et sur une nécessaire formation à ces problématiques.
Selon l'universitaire Isabelle Barbéris, une partie de ses membres serait issue du collectif Marche des femmes pour la dignité. DLA, écrit-elle, a « une proximité idéologique et militante avec les Indigènes de la République » et un « positionnement politique ethno-différentialiste et identitaire ».
La présidente de DLA est l'universitaire Françoise Vergès,. Celle-ci, tout comme le directeur du centre dramatique national de Normandie-Rouen David Bobée, est membre du Collège de la diversité mis en place en 2015 par la ministre de la Culture Fleur Pellerin.
L'association revendique la fondation de ce collectif comme conséquence de la critique de deux événements : le spectacle Exhibit B. de l'artiste sud-africain Brett Bailey (en), et le projet pédagogique 1er Acte piloté par Stanislas Nordey, directeur du théâtre national de Strasbourg. Une contradiction pour Isabelle Barbéris qui note : « En somme, deux évènements qui prétendaient agir au nom de l'antiracisme ont donné lieu à la formation d'un nouveau collectif antiraciste (expression de l'aporétique). »

## Réseau
Dans le milieu académique des études théâtrales, l'association et ses positions sont défendues par les universitaires Bérénice Hamidi et Raphaëlle Doyon, qui invitent DLA dans un séminaire qu'elles donnent à l'EHESS en 2018, avec l'universitaire Sylvie Chalaye, recoupant les positions politiques de l'universitaire Olivier Neveux,,, directeur de la revue Théâtre/Public.

## Objectifs
L'association souhaite, selon la journaliste et philosophe Séverine Kodjo-Grandvaux, « dénoncer un racisme structurel qui empêche toute personne non blanche d’accéder à des postes de responsabilité et de direction dans les institutions publiques, ou qui limite les possibilités de rôle pour les acteurs,. »
Pour la metteuse en scène franco-ivoiro-malienne Eva Doumbia, cofondatrice du collectif avec la poétesse et dramaturge guadeloupéenne Gerty Dambury, « Décoloniser les arts, c’est une manière de décoloniser la société et les mentalités, de déconstruire notre héritage colonial » et sortir d'une situation qui fait qu'en 2017 il n'y aurait qu'un 1 % de non-Blancs à la direction de centres dramatiques nationaux, 4 % à la direction de centres chorégraphiques nationaux et 1 % au sein des comités d’experts et des conseils d’administration.

## Manifeste, actions et propositions
L'association propose un lexique pour « faire avancer l'acceptation de la diversité dans la Culture française. »
Lors de la Nuit des Molières en mai 2016, où le seul Noir invité sur scène jouait les vigiles et a été rebaptisé Touchi-Toucha par le maître de cérémonie Alex Lutz, l'association manifeste devant la salle des Folies Bergère, où la cérémonie est organisée, en pointant le fait qu'hormis Sophia Aram les 87 nommés sont tous blancs. Elle pointe aussi la persistance de représentations coloniales. Ses militants appellent à « dénationaliser, désoccidentaliser la version française de l’universel ». L'association souhaite défendre une « singularité » et « un droit à l'expression artistique ». L'autrice Penda Diouf note que le livre collectif de comédiennes noires Noire n'est pas mon métier pose la question des rôles stéréotypés accordés aux Noirs dans le cinéma et au théâtre en France.

## Polémique
Les positions de Décoloniser les arts sont critiquées par l'universitaire Isabelle Barbéris, qui y voit une « racialisation de la culture ». Elle publie en 2017 une étude sur l'association qu'elle définit comme « un groupe d’artistes qui défendent une conception de la culture proche des postulats décoloniaux avancés par des associations comme le CRAN, le Parti des Indigènes de la République, le collectif afro-féministe Mwasi, etc. »
DLA, par la voix de sa présidente Françoise Vergès, récuse ces critiques et nie toute proximité avec des partis politiques ou des groupes indigénistes, qualifiant en particulier les critiques d’Isabelle Barbéris de diffamatoires.